# Diamysis mesohalobia
Diamysis mesohalobia är en kräftdjursart som beskrevs av Ariani och H. Wittmann 2002. Diamysis mesohalobia ingår i släktet Diamysis och familjen Mysidae. Inga underarter finns listade i Catalogue of Life.